# الدوري النرويجي الممتاز 2001
الدوري النرويجي الممتاز 2001 (بالنرويجية: Tippeligaen 2001) هو الموسم 57 من  الدوري النرويجي الممتاز. أقيم خلال الفترة 16 أبريل 2001 وحتى 28 أكتوبر 2001، وكان عدد الأندية المشاركة فيه  14، وفاز فيه نادي روسنبورغ.